# Reynolds Price
Edward Reynolds Price (1 de febrero de 1933 – 20 de enero de 2011) fue un autor estadounidense miembro de la Academia Estadounidense de las Artes y las Letras desde 1988. Price asistió a la Universidad de Duke (donde él era un profesor de literatura) y a la Universidad de Oxford.